# فوج كاستوس كالينوفسكي
فوج كاستوس كالينوفسكي هم مجموعة من المتطوعين من المعارضة البيلاروسية تشكلت للدفاع عن أوكرانيا ضد الغزو الروسي. في مارس 2022 أفيد بأن أكثر من ألف بيلاروسي تقدموا بطلبات للانضمام إلى الوحدة.
سمي الفوج بهذا الاسم نسبة كاستوس كالينوفسكي، الذي قاد انتفاضة عام 1863 ضد الإمبراطورية الروسية في بيلاروس.